# San Ġiljan
San Ġiljan (englisch: St. Julian’s oder St. Julians) ist eine Stadt im Distrikt Northern Harbour an der Nordostküste von Malta mit 15.104 Einwohnern (Stand 31. Dezember 2020).

## Geschichte
Ursprünglich war San Ġiljan ein kleines Fischerdorf an der Spinola Bay, in der sich auch heute noch ein kleiner Hafen befindet. Ab den 1930er Jahren siedelten sich in San Ġiljan zunehmend wohlhabende Malteser an, wodurch sich das Bild des Ortes – beschleunigt durch die zunehmende Konzentration der Wirtschaft auf den Tourismus – wandelte.
Der durch den italienischen Geschäftsmann Pace gebaute Ortsteil Paceville liegt im Westen von San Ġiljan, zwischen Spinola Bay und St. George’s Bay.

## Erscheinungsbild
Besonders bekannt ist San Ġiljan durch sein Vergnügungsviertel Paceville (Schreibweise auch: Paċeville; sprich: „Patschevil“) mit seinen mehr als 350 Diskotheken, Bars und Kneipen. Gerade aufgrund dieses Freizeitangebots gilt San Ġiljan zusammen mit dem Nachbarort Sliema als Partyhochburg der Insel und ist gerade bei jungen Urlaubern, aber auch bei den Einheimischen sehr beliebt. Paceville wird auch gelegentlich „Sin City“ genannt.
In San Ġiljan befinden sich zudem einige Hotels der Luxusklasse wie die Hotels Hilton, Intercontinental oder Westin, sowie das bei der einheimischen Bevölkerung wenig beliebte Hochhaus Portomaso Business Tower.
Der Ort beherbergt seit dem Jahr 2013 das einzige Chabad-Zentrum für die Juden des Inselreiches und Gäste. Das Zentrum feiert alle religiösen Feste der Juden, darüber hinaus gibt es einen Kindergarten und das einzige koschere Restaurant in Malta.

## Ansichten

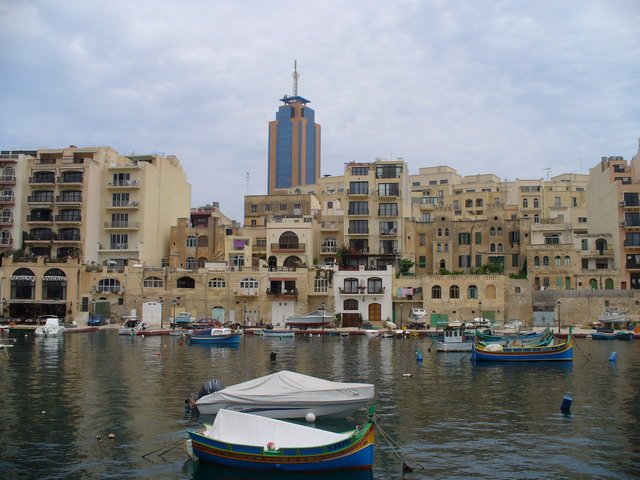
Spinola Bay mit dem Portomaso Tower im Hintergrund
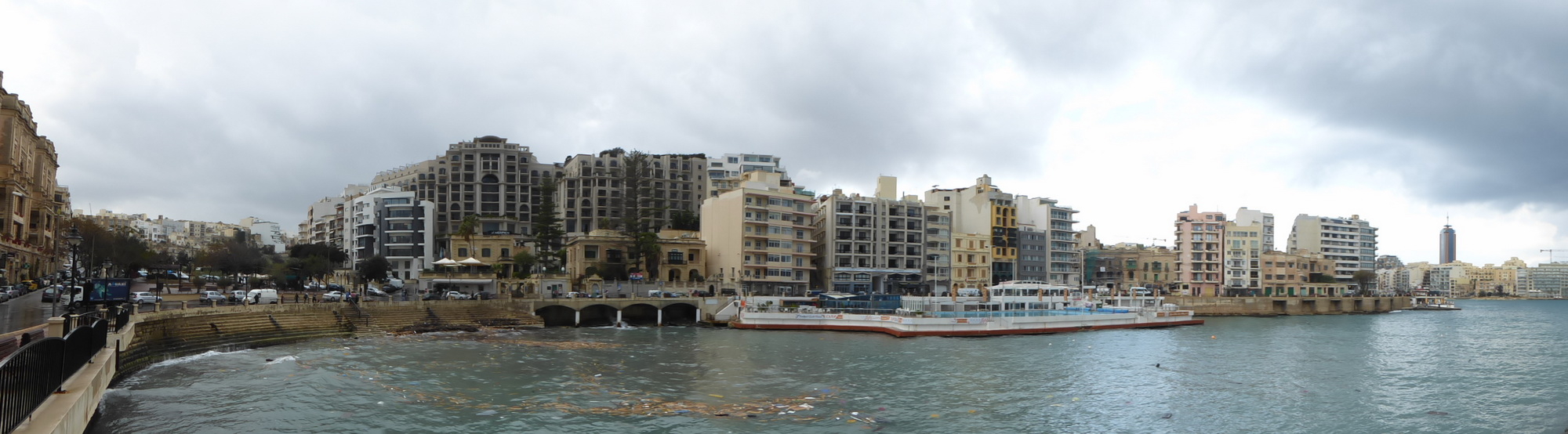
Panoramaaufnahme der Balluta Bay
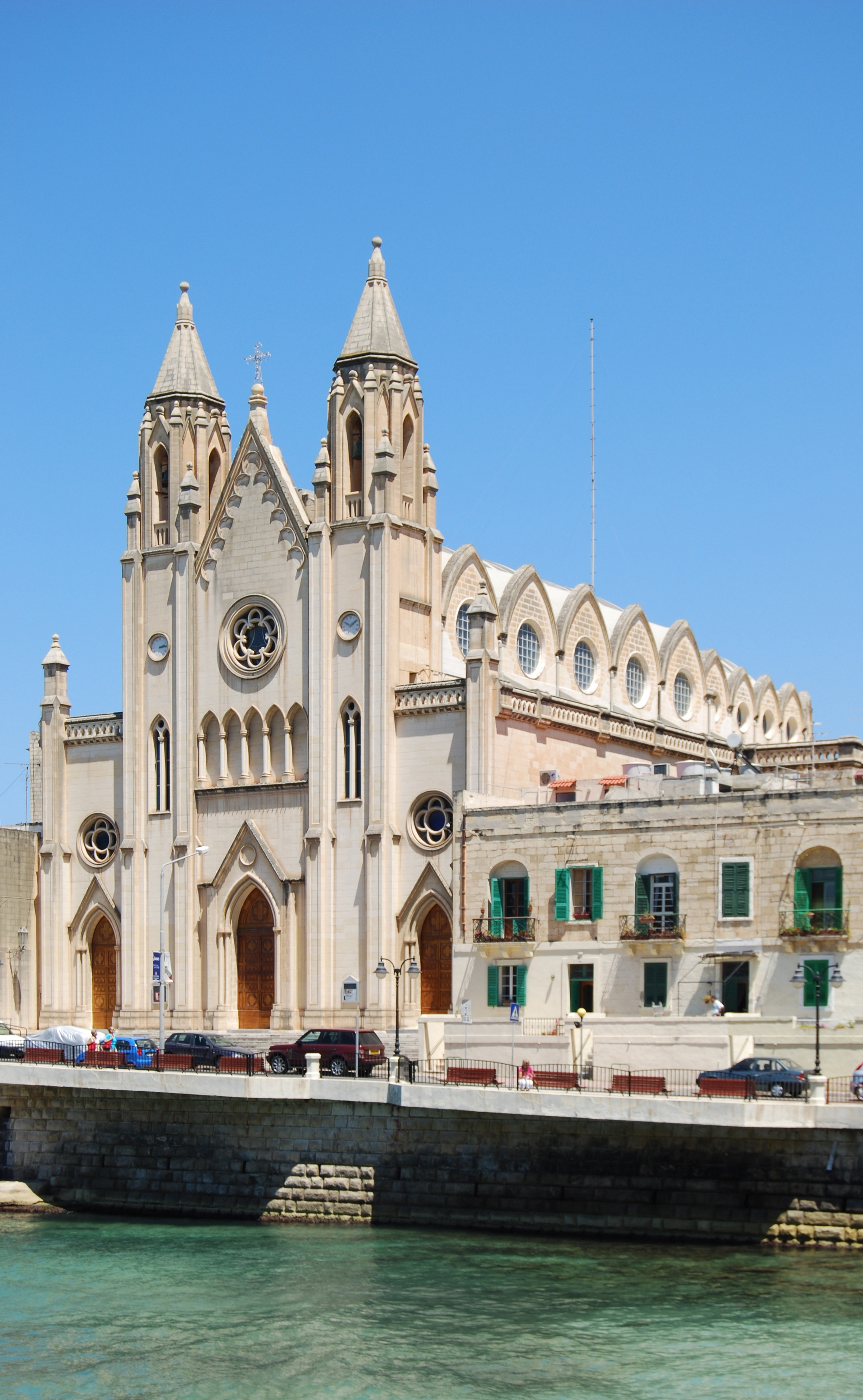
Kirche Our Lady of Mount Carmel in San Ġiljan
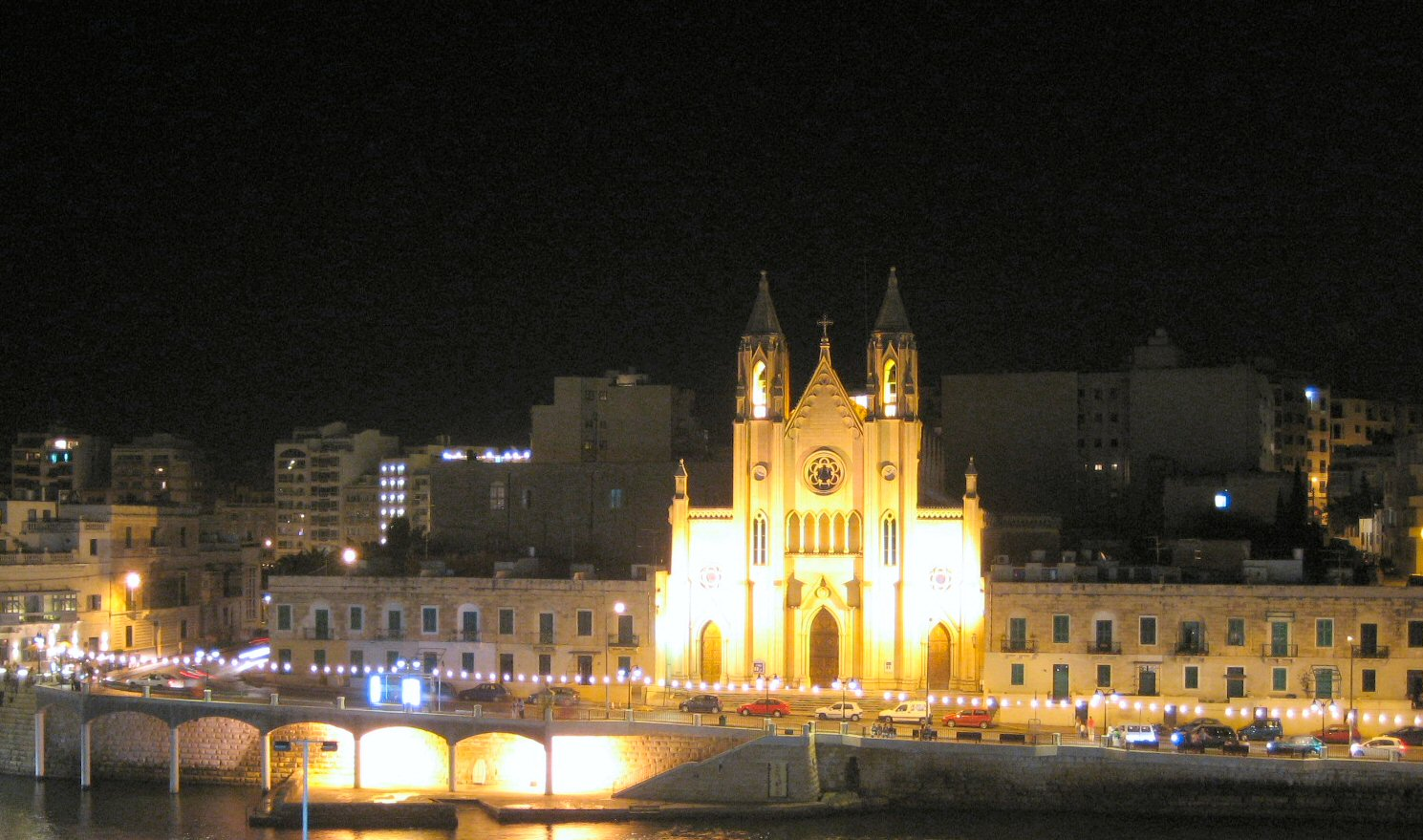
Balluta Bay, mit Mount Carmel
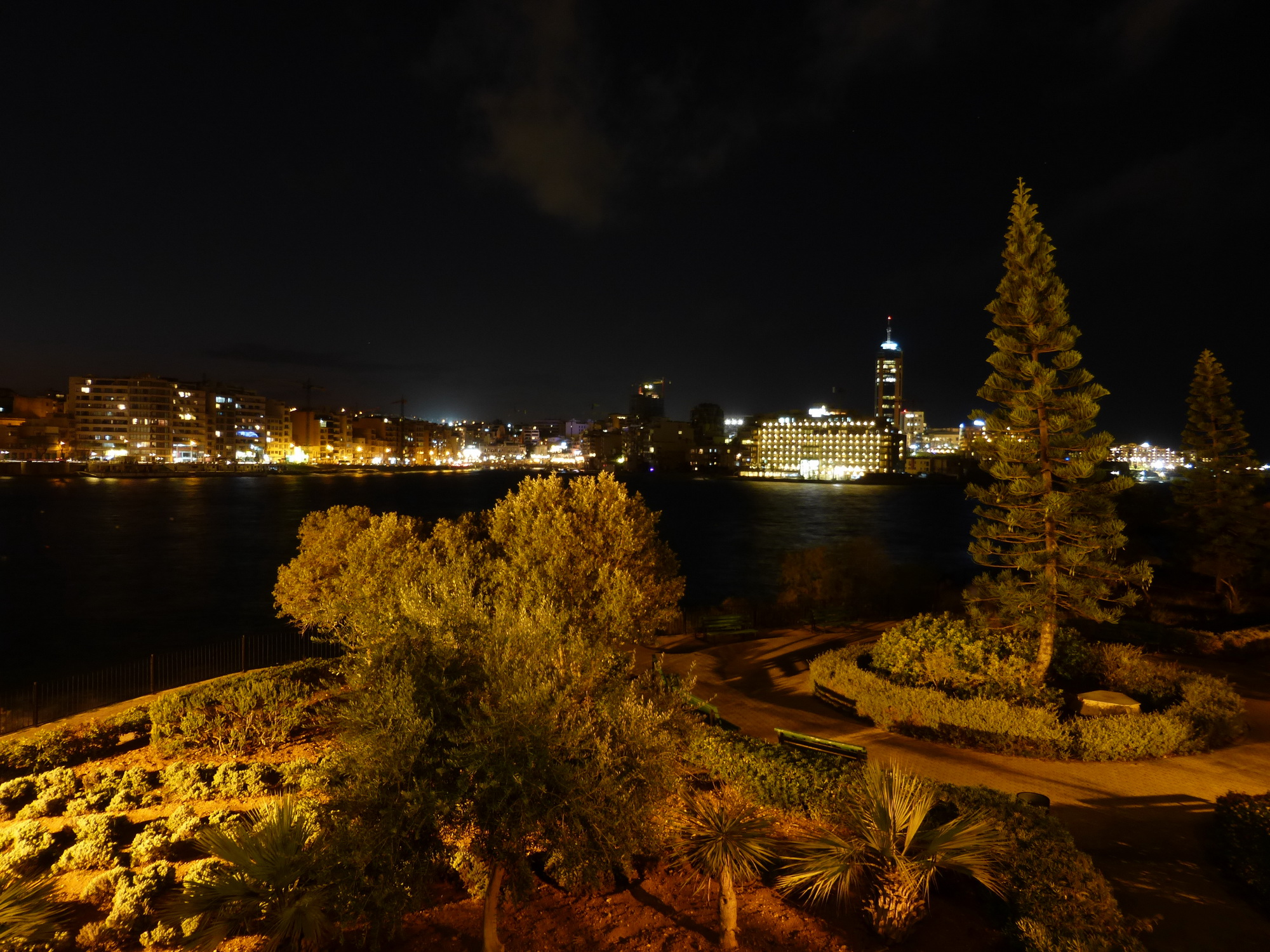
San Ġiljan bei Nacht, von Sliema aus gesehen
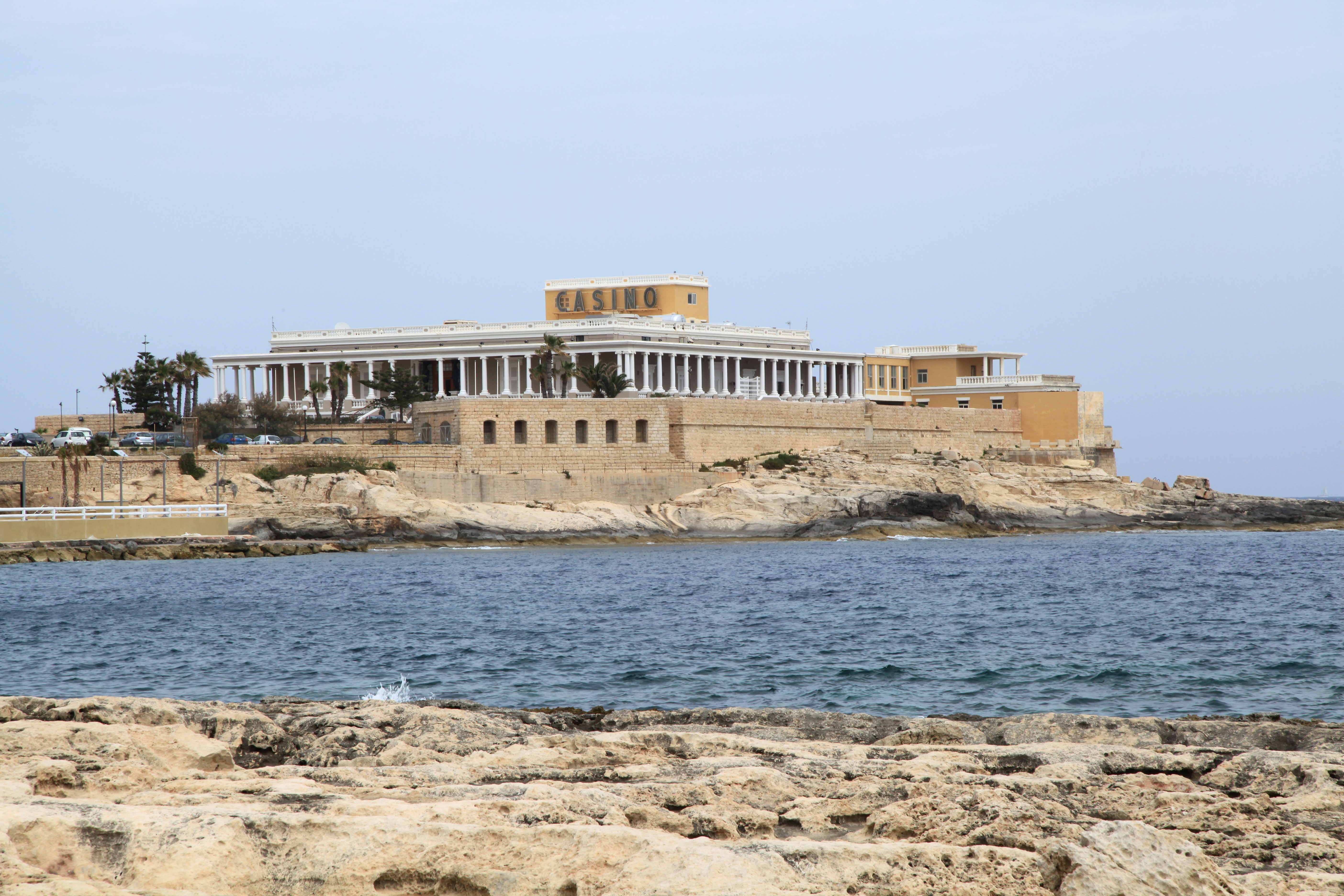
Dragonara Palace

## Söhne und Töchter der Stadt
- John Bugeja (1932–1999), Radrennfahrer
- Francis Zammit Dimech (1954–2025), Politiker
- Helen Asciak (* 1963), Tennisspielerin
- Miriam Dalli (* 1976), Politikerin
- Clare Azzopardi (* 1977), Schriftstellerin
- Peter Agius (* 1979), Politiker
- Roberta Metsola (* 1979), Politikerin, Präsidentin des Europäischen Parlaments
- Emma Muscat (* 1999), Popsängerin